# Jasenná (Zlín)
Jasenná é uma comuna checa localizada na região de Zlín, distrito de Zlín.